# John Neely Bryan

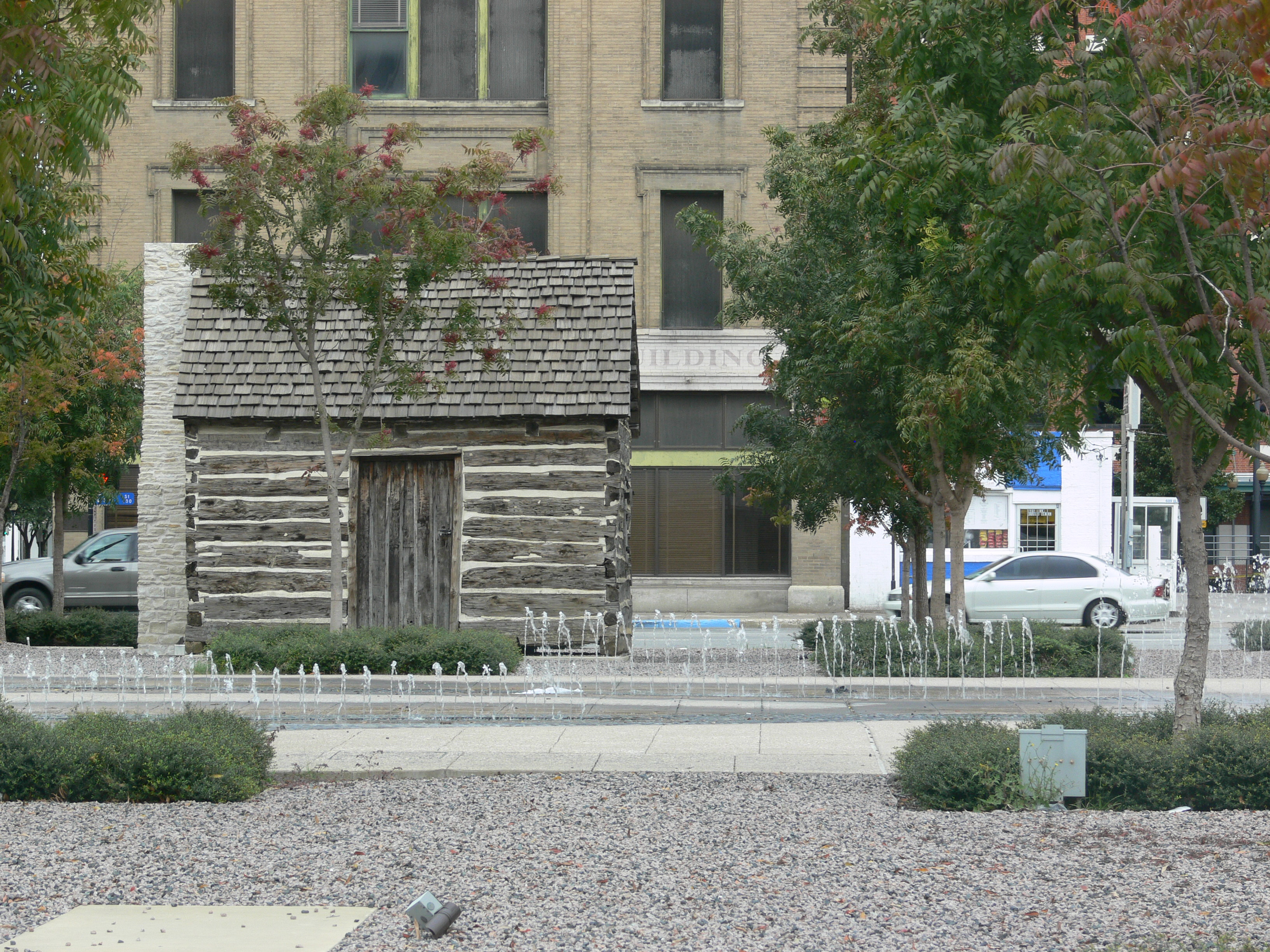
En modern replik av John Neely Bryans nybyggarstuga uppförd i centrala Dallas.

John Neely Bryan, född 24 december 1810 i Fayetteville, Tennessee, död 8 september 1877 i Austin, Texas, var en amerikansk jordbrukare, advokat och affärsman. Han grundade staden Dallas, Texas.
Han inledde sin karriär som advokat i Tennessee och flyttade sedan 1833 till Arkansas. Han besökte Dallastrakten 1839. Han letade efter en plats för att grunda en handelsutpost. Efter att ha hittat en lämplig plats återvände han till Arkansas för att planera sina affärer. Två år senare, 1841, fick han veta att ett fördrag hade tvingat hälften av hans tänkbara kunder, nämligen den lokala indianbefolkningen, ut ur Norra Texas. Han övergav planerna på att grunda en handelsutpost och grundade en permanent bosättning istället. Ur den bosättningen växte staden Dallas.
Bryan spelade 1846 en central roll bakom grundandet av Dallas County, Texas. När Dallas fyra år senare blev administrativ ort i Dallas County, var Bryan igen pådrivande bakom beslutet.
Han tillbringade sina sista månader från februari 1877 fram till sin död 8 september samma år på sinnessjukhuset Texas State Lunatic Asylum. Bryan var presbyterian.